# 히가시미노와촌
히가시미노와촌(東箕輪村)은 나가노현 가미이나군에 있던 촌이다. 현재의 미노와정에 해당한다.

## 역사
- 1889년 4월 1일 - 정촌제 시행에 의해 히가시미노와촌이 단독으로 자치체를 형성하였다.
- 1955년 1월 1일 - 나카미노와정, 미노와촌과 합병해 미노와정이 성립하여, 동일 히가시미노와촌은 폐지되었다.

## 참고문헌
- 角川日本地名大辞典 20 長野県